# 石倉重信
石倉 重信（いしくら しげのぶ、1952年 - ）は、日本の作曲家・編曲家。編曲をメインに活動している。

## 略歴
福井県生まれ。ネム音楽院（現 ヤマハ音楽院）トランペット科卒。音楽学校卒業後は中西義宣とビッグ・サウンズに加入し、プロミュージシャンとして活動。その後、編曲家に転身。
2010年、大川栄策「はぐれ舟」で藤田まさと賞を受賞。主な編曲作品は石原詢子「みれん酒」、五木ひろし「おふくろの子守歌」、成世昌平「鶴の舞橋」など。
1男1女の父。日本作曲家協会・日本音楽著作家連合・日本作編曲家協会所属。

## 主な編曲楽曲
シングル表題曲は太字
渥美二郎
- 夢落葉

石原詢子
- みれん酒
- ふたり傘
- 女の祭り（アルバム）

1. 詢子のソーラン祭り
2. 郡上恋唄
3. 越後夢花火
4. 七夕哀歌
5. 浅草八景
6. 博多男節
7. ほたるのふる里
8. 阿波よしこの囃子
9. 古都の送り火
10. 美ら島恋歌
11. 女の祭り

- ふるさと恋唄
- ふたりづれ
- しあわせの花
- よりそい草
- さよなら酒
- 女の花舞台
- 春航路

五木ひろし
- 風蕭々と…
- おふくろの子守唄
- 茜雲
- 江戸の夕映え
- ななかまど
- 両国橋

大石まどか
- 冬のれん
- 恋待ち港
- 女のとまり木
- 春待ち花
- なさけ舟

大川栄策
- 二人の旅路
- 十六夜月
- はぐれ舟
- 沈丁花
- 昭和放浪記
- 旅の月
- 雪ノ花
- きたみなと

木村考志
- かもめ情話

京壮亮
- 行かないで

五島つばき
- ひまわりの譜
- 興七（よしち）

坂本冬美
- 陽は昇る

清水まり子
- 花の舟

瀬川瑛子
- 口紅水仙
- 一念草
- 桜雨〜さくらあめ〜
- 嵯峨野路ひとり
- いたわり坂
- しあわせ暦

平あつお
- 人生勝負

千葉げん太
- 感謝

鳥羽一郎
- 浪漫ちっく東京
- うなぎ登りの出世唄
- まぐろ船
- 沖田総司
- 十国峠
- 詫び椿

成世昌平
- 貝殻恋唄
- ノスタルジア椎葉
- 哀愁線リアス

新沼謙治
- 雪の川
- 君のそばにいる
- 今きたよ
- まぼろしのキラク

西村亜希子
- 緋桜（ひざくら）

服部浩子
- ほろ酔い恋唄

浜圭介、石原詢子
- 三人の女

八代亜紀
- 不知火酒
- 女心と秋の空
- 宗谷岬
- 東京音頭(正調)
- 昭和の歌など聴きながら
- あの日の昭和がここにある

山田花子とキムラ・チャン
- 虹色橋

山本あき
- 哀しみ模様
- 幸せの行方

坂詰克彦
- 今夜も始まっているだろう